# Premier League (Koeweit) 2009/10
De Premier League 2009/10 was het 48ste seizoen in de hoogste afdeling van het Koeweitse voetbal sinds de oprichting van deze divisie in het Aziatische land in 1961. De competitie begon op 1 december 2009 en had zijn eenentwintigste en laatste speelronde op 6 mei 2010. Acht clubs deden mee aan deze editie. Met een uiteindelijke voorsprong van twee punten op Kuwait SC won Qadsia SC de landstitel. De club werd voor de dertiende keer landskampioen en kwalificeerde zich zodoende voor de strijd om de AFC Cup 2011, net als de nummer twee. De nummer drie, Al Nasar, kreeg ook toegang tot de AFC Cup omdat Qadsia in 2010 ook de beker won en de finale bereikte in de vorige editie van de AFC Cup. In de AFC Cup van 2011 bereikte Kuwait SC uiteindelijk de finale, welke het verloor van het Oezbeekse Nasaf Qarshi op 29 oktober 2011 met 2–1. Al-Salibikhaet SC eindigde dit seizoen op de laatste plaats; in het volgende seizoen werd diens plaats ingenomen door Al Sahel, dat in de tweede divisie drie punten boven Al Jahra eindigde. Al Tadamun SC, dat eindigde op de zevende positie, verloor vervolgens de play-offs om promotie en degradatie van Al Jahra.

## Deelnemende clubs
| Club              | Stad         | Stadion                    | Capaciteit |
| ----------------- | ------------ | -------------------------- | ---------- |
| Al-Arabi          | Koeweit-Stad | Sabah Al-Salemstadion      | 22.000     |
| Kuwait SC         | Koeweit-Stad | Kuwaitstadion              | 18.000     |
| Al Nasar          | Farwaniya    | Ali Sabah Al-Salemstadion  | 10.000     |
| Qadsia SC         | Koeweit-Stad | Mohammed Al-Hamadstadion   | 22.000     |
| Al-Salibikhaet SC | Jahra        | Al-Salibikhaetstadion      | 7.000      |
| Al-Salmiya SC     | Hawalli      | Thamirstadion              | 14.000     |
| Al Tadamun SC     | Farwaniya    | Farwaniyastadion           | 14.000     |
| Kazma SC          | Koeweit-Stad | Al-Sadaqua Walsalamstadion | 21.500     |

## Eindstand
| №             | Club              | WG | W  | G | V  | DV | DT | +/– | Punten |
| ------------- | ----------------- | -- | -- | - | -- | -- | -- | --- | ------ |
| Landskampioen | Qadsia SC         | 21 | 15 | 3 | 3  | 49 | 14 | +35 | 48     |
| 2             | Kuwait SC         | 21 | 14 | 4 | 3  | 42 | 16 | +28 | 46     |
| 3             | Al Nasar          | 21 | 12 | 5 | 4  | 29 | 21 | +8  | 41     |
| 4             | Kazma SC          | 21 | 11 | 4 | 6  | 40 | 26 | +14 | 37     |
| 5             | Al-Arabi          | 21 | 7  | 9 | 5  | 31 | 17 | +14 | 30     |
| 6             | Al-Salmiya SC     | 21 | 5  | 5 | 11 | 24 | 44 | –20 | 20     |
| 7             | Al Tadamun SC     | 21 | 2  | 2 | 17 | 13 | 45 | –32 | 8      |
| 8             | Al-Salibikhaet SC | 21 | 2  | 0 | 19 | 15 | 60 | –45 | 6      |

|  | Geplaatst voor de AFC Cup 2011     |
|  | Play-off om promotie en degradatie |
|  | Degradatie naar de tweede divisie  |

### Play-offs promotie/degradatie
|             | |       |                                                                                                   |                                              |
| 12 mei 2010 | Al Tadamun SC                                                                                         | 1 – 1 | Al Jahra                                                                                          | Ali Sabah Al-Salemstadion, Jalib ash Shuyukh |
| 12 mei 2010 | Rafael Majalz 83'                                                                                     |       | 38' Ibrahem ALotabi 120' Welson Antonio                                                           | Ali Sabah Al-Salemstadion, Jalib ash Shuyukh |
| 12 mei 2010 | Strafschoppen                                                                                         |       |                                                                                                   | Ali Sabah Al-Salemstadion, Jalib ash Shuyukh |
| 12 mei 2010 | Abdullah Msheleh Saleh Walid Jaber Al-Mutairi Rafael Majalz Walid Salem Meshaal Naif Zakaria Bnguerra | 6 – 7 | Anthony Topango Ahmed Hawas Sultan Atshan Yousef Awad Adel Al-Shammari Saod Al-Sarbal Yones Gasen | Ali Sabah Al-Salemstadion, Jalib ash Shuyukh |

## Topscorers
|    | Naam                    | Club          | Doelpunten |
| -- | ----------------------- | ------------- | ---------- |
| 1  | Ismail Al-Ajmi          | Kuwait SC     | 13         |
| 2  | Patrick Fabiano         | Al Nasar      | 12         |
| 2  | Firas Al-Khatib         | Qadsia SC     | 12         |
| 4  | Rodrigo Vergilio        | Kuwait SC     | 11         |
| 5  | Mohamed Al-Zeno         | Al-Arabi      | 9          |
| 6  | Bader Al-Muttwa         | Qadsia SC     | 7          |
| 7  | Ahmad Ajab              | Qadsia SC     | 6          |
| 7  | Fahad Al-Hamad          | Kazma SC      | 6          |
| 7  | Faraj Laheeb            | Al-Salmiya SC | 6          |
| 7  | Yousef Al-Sulaiman      | Kazma SC      | 6          |
| 11 | Fahad Al-Enezi          | Kazma SC      | 5          |
| 11 | Rogerinho               | Kuwait SC     | 5          |
| 11 | Abdulla Fahad Aldafeeri | Kazma SC      | 5          |
| 11 | Hamad Al-Enezi          | Qadsia SC     | 5          |